# Zdeněk Městecký
Zdeněk Městecký (16. srpna 1881, Praha – 15. května 1935, tamtéž) byl český atlet-běžec.
Reprezentoval Čechy na LOH 1912 v běhu na 800 m, ale svůj rozběh nedokončil.